# Ліван на Олімпійських іграх
Ліван вперше взяв участь в  Олімпійських іграх в 1948 році. З тих пір Лівану брав участь у всіх Олімпійських іграх, крім  літніх Ігор 1956 року та  зимових Ігор 1994 та  1998 років. В  1956 році Ліван бойкотував Олімпійські ігри на знак протесту проти участі  Великої Британії та  Франції в  Суецькій війні.
Національний олімпійський комітет Лівану був створений в 1947 році і визнаний  Міжнародним олімпійським комітетом в 1948 році.

## Медалісти
| Медаль | Ім'я              |                | Вид спорта             |
| ------ | ----------------- | -------------- | ---------------------- |
| Срібло | Закарія Шихаб     | Гельсінкі 1952 | Греко-римська боротьба |
| Бронза | Халіл Таха        | Гельсінкі 1952 | Греко-римська боротьба |
| Срібло | Мохамед Тарабулсі | Мюнхен 1972    | Важка атлетика         |
| Бронза | Хасан Бехара      | Москва 1980    | Греко-римська боротьба |

## Статистика медалей

### Медалі літніх видів спорту
| Вид спорту             | Золото | Срібло | Бронза | Загалом |
| Греко-римська боротьба | 0      | 1      | 2      | 3       |
| Важка атлетика         | 0      | 1      | 0      | 1       |
| В сумі                 | 0      | 2      | 2      | 4       |

## Дивись також
Ліван
Олімпійські ігри